# Гуннар Янссон (політик)
Фрей Гуннар Ерккі Янссон (фін. Gunnar Jansson, швед. Gunnar Jansson; нар. 25 червня 1944, Корппоо) — політик Аландських островів, який був членом парламенту з 1983 по 2003 рік. Член провінційного парламенту Аландських островів у 1991–1995  та 2007–2015 . Представляє лібералів Аландських островів.
Янссон закінчив середню школу в 1964 році і отримав ступінь бакалавра права в 1970 році. Заступник судді. Янссон працював начальником поліції Марієгамна з 1971 по 1973 рік і юристом банку з 1973 по 1975 рік. У 1975–1976 роках був окружним секретарем уряду округу Аландські острови, у 1976–1999 роках головою уряду округу Аландські острови та заступником члена суду округу Аландські острови у 1985–1994 роках. У парламенті Янссон був, серед іншого, членом Комітету з конституційного права у період між 1983 і 2003 роками. Особливу увагу приділив просуванню прав людини та захисту меншин.
Янссон недовго обіймав посаду спікера провінційних парламентів у листопаді 2007 року, а в грудні того ж року став першим віце-спікером. Був депутатом провінційного парламенту до 2015 року, коли більше не був кандидатом.
Янссон виправдав «дружню» дискримінацію фінськомовних на Аландських островах тим, що таким чином захищена меншина країни. За його словами, вся система самоврядування Аландських островів заснована на дискримінації.
Янссон одружився з Агнетою Вівіан Маннберг у 1972 році, і в 1970-х роках у них народилося двоє дітей.

## Зовнішні посилання
- Janssoni Ahvenanmaan maakuntapäivien sivuilla (швед.) (Arkistoitu sivu)
- Gunnar Jansson. Suomen kansanedustajat. Eduskunta.